# Ovejas Negras
Ovejas Negras es un colectivo autónomo de diversidad sexual de Uruguay creado en 2004 que se proclama, además, feminista, antirracista y de izquierda. Su objetivo es promover cambios sociales, políticos y culturales para el reconocimiento de los derechos humanos de las personas LGBT+ en el país desde una perspectiva interseccional. Para ello, diseña, coordina y lleva adelante acciones articuladas con organismos estatales, organismos internacionales y otros actores de la sociedad civil a nivel nacional, regional e internacional.

## Trayectoria
El colectivo fue fundado el 23 de diciembre de 2004 por exmiembros de otras organizaciones de diversidad sexual y activistas independientes. Sus integrantes se propusieron crear una organización distinta a las ya existentes tanto en la forma de organizarse como en su accionar ya que, en ese momento, "(...) el movimiento uruguayo por los derechos de la diversidad sexual estaba estancado, tanto por una pobre convocatoria como por conflictos internos". Su nombre surgió del dicho popular que señala a las personas diferentes como las ovejas negras del rebaño para festejar y reivindicar esa diferencia.
Desde su fundación, han participado año a año e ininterrumpidamente de la Coordinadora de la Marcha por la Diversidad, con la propuesta de ampliar un enfoque que no se centrara exclusivamente en la diversidad sexual y que pudiera incluir también otras causas sociales.
El trabajo de la organización abarca desde la promoción y desarrollo de instancias de sensibilización en diversidad sexual en distintos ámbitos hasta el aporte a la elaboración de políticas y legislación nacional.

## Promoción de leyes y políticas públicas
Ovejas Negras tuvo participación durante la discusión parlamentaria de las leyes de unión concubinaria (2007), identidad de género (2009) y salud mental (2017). En 2010 el Colectivo Ovejas Negras redactó la ley de matrimonio igualitario y emprendió el desafío de lograr su aprobación. Con ese fin, realizó una campaña de nueve spots audiovisuales con personalidades públicas que se pronunciaban a favor de la iniciativa. La ley, con algunas modificaciones al proyecto original, fue aprobada en abril de 2013.
Ovejas Negras es una de las organizaciones que integra el Consejo Nacional Asesor en Políticas Públicas en Diversidad Sexual desde su creación en 2015, donde entre otros asuntos sostuvo el proceso de formulación de la Ley Integral para Personas Trans aprobada en 2018. Al año próximo lideró la campaña en oposición al prereferéndum que proponía derogar la ley, cuyos requisitos constitucionales requieren de una determinada cantidad de firmas. Pese a no tener validez frente a la elección, se inició una contra-campaña de recolección honoraria de firmas en apoyo a la ley que llegó a más de 60.000 firmas. Posteriormente obtuvo una Cadena Nacional transmitida en televisión abierta otorgada a Ovejas Negras para defensa de la Ley Trans, no haciendo mención a la instancia electoral y diciendo “nos vemos en setiembre”, que es cuando se celebra la Marcha por la Diversidad.

## Sensibilización y formación
En marzo de 2009 Ovejas Negras lanzó una campaña de sensibilización pública llamada "Un beso es un beso". A través de afiches en la vía pública y spots en radio y televisión abierta, la campaña fue diseñada para crear conciencia social sobre leyes que protegen contra toda discriminación en Uruguay, incluso por motivos de orientación sexual e identidad de género. Tanto Canal 12 como Canal 10 se rehusaron a pasar los comerciales. Canal 4 acordó televisarlos fuera del horario central por un período de 10 días, pero al costo de horario central.
Desde el año 2010 a 2012 Ovejas Negras integró el proyecto de “Centros de salud libres de homofobia”, que implementó capacitaciones de sensibilización en temáticas de diversidad sexual a equipos de salud de dos centros del Área Metropolitana de Uruguay. En el marco de ese proyecto, en el año 2012 se realizó una campaña con videos en la plataforma YouTube, titulados “¿Cuál es la diferencia?”. Estos videos han cruzado el mundo para trabajar en sensibilización de atención por parte de profesionales de la salud a personas de la comunidad LGBT+.
Entre 2013 y 2015, Ovejas negras, las Facultades de Medicina y Psicología de la Udelar, ASSE y el Ministerio de Salud Pública, con el apoyo del Fondo de Población de las Naciones Unidas, brindaron cursos sobre salud y diversidad sexual dirigidos a estudiantes universitarios y profesionales del área de la salud. Así lograron capacitar a aproximadamente 1500 personas en temas de salud y población LGBT+.
En el año 2015 estas organizaciones publicaron una guía para profesionales de la salud sobre Salud y Diversidad Sexual y en  agosto de 2024 se lanzó un curso virtual "Salud y diversidad sexual" en el Campus de OPS/OMS para multiplicar la formación a personal de la salud en Uruguay y en toda América Latina.
El colectivo ha realizado talleres de sensibilización en instituciones del Estado, liceos y centros educativos en general. En el año 2022 se realizó el curso titulado “Educación, género y diversidad sexual" enmarcado en la enseñanza media, a través de un convenio con sindicatos públicos y privados de enseñanza media.
La estrategia de formación, elaboración de contenidos nacionales y asistencia en la que el colectivo ha tenido un rol central fue reconocida como la Práctica de Excelencia mejor puntuada en el Concurso de Buenas Prácticas de Atención Primaria de Salud 2023 organizado por el Nodo de Inteligencia Sanitaria de Uruguay (MSP, OPS, AUCI, ONU).